# Catoptria conchella
Catoptria conchella là một loài bướm đêm thuộc họ Crambidae. Nó được tìm thấy ở châu Âu.
Sải cánh dài 24–30 mm.